# Достойный член гуманного общества
«Достойный член гуманного общества» (англ. A Distinguished Member of the Humane Society) — картина английского художника Эдвина Генри Ландсира, созданная в 1831 году. В 1928 году во время наводнения картина была серьёзно повреждена и впервые была выставлена на показ после реставрационных работ в музее лишь в 2009 году.

## Информация о картине
Героем, изображённым на картине, является пёс по кличке Боб, найденный на побережье Англии после кораблекрушения. Собака стала известной благодаря тому, что в течение четырнадцати лет спасала тонущих людей: всего на её счету 23 спасённых жизни. За эти подвиги пёс стал почётным членом Королевского гуманного общества; он был награждён медалью и запасом корма. The Art Journal охарактеризовал картину как «одно из лучших и самых интересных» произведений года и первый большой успех Ландсира в этом направлении искусства. Впоследствии порода собаки, изображённой на картине, была названа в честь художника «ландсиром».
В 1887 Ньюман Смит приобрёл картину для собрания музеев Тейт. В 1928 году, во время наводнения в галерее Тейт, картина была серьёзно повреждена, в результате чего понадобились длительные и сложные реставрационные работы. После реставрации под руководством Рона Пембертона картина была выставлена в Художественном музее Филадельфии с 2002 по 2005 год. 
В 2009 году картина впервые после наводнения вернулась в Британию на выставку, организованную английским клубом собаководства Кеннел-клуб.
Копия картины, созданная в XIX веке художником Джорджем Коулом, была продана в 2007 году на аукционе «Бонхамс» (Bonhams) за 7200 фунтов.